# 東京ナイト (矢沢永吉のアルバム)
『東京ナイト』（とうきょうナイト）は、矢沢永吉の14作目のスタジオ・アルバム。1986年7月25日発売。

## 概要
前作『YOKOHAMA二十才まえ』から一年ぶりの新作。『E'』（1984年）から続くアンドリュー・ゴールドと共同プロデュース作品第3弾。矢沢は本作について「36歳の矢沢がもう一度キャロルの頃みたいな“やんちゃ坊主”やったって感じ」とコメントした。
ジャケットは矢沢が筆で描いたもので、「ナイトドレスを着た女性に見える」とのこと。また歌詞カードの写真は、前年12月の日本武道館公演終了後、当時六本木にあった防衛庁前で撮影した。
「YOKO」は、後に20thシングル『FLASH IN JAPAN』のB面曲としてシングルカット。

## 映像作品
- 本作発売より2ヶ月後の同年9月25日、本作と同名の映像作品が発売。内容はこれまでのミュージック・ビデオ収録集で、本作から「止まらないHa〜Ha」「東京ナイト」「BELIEVE IN ME」の3曲がMV化された。同映像作品収録のMVは後に2001年10月24日発売DVD『VIDEO CLIPS 1982〜2001「THE FILMS」』にすべて収録された。

## オフィシャルショップ
1990年12月から1994年3月までの間、東京都中野区に同名のオフィシャルショップが営業していた。同店では、1990年12月19日に日本武道館公演を終えたばかりの矢沢が、バンドメンバーとともに来店し、「SOMEBODY'S NIGHT」を歌ったこともあった。

## 批評
CDジャーナルは、「『YOKO』はソフトに、そしてダンディに迫ってくる。いい女といるときの気分がこれだと思えてくる」と分析し、「いつもの粘りを微妙に効かせた矢沢永吉のヴォーカルは健在」と肯定的に評価している。

## 収録曲

### LP
| 全作曲: 矢沢永吉。 |                   |            |            |      |
| #                  | タイトル          | 作詞       | 作曲・編曲 | 時間 |
| 1.                 | 「東京ナイト」    | 西岡恭蔵   | 矢沢永吉   | 4:08 |
| 2.                 | 「風芝居」        | ちあき哲也 | 矢沢永吉   | 3:17 |
| 3.                 | 「ISLAND HOTEL」  | 山川啓介   | 矢沢永吉   | 3:46 |
| 4.                 | 「BELIEVE IN ME」 | ちあき哲也 | 矢沢永吉   | 4:07 |
| 5.                 | 「YOKO」          | ちあき哲也 | 矢沢永吉   | 3:54 |
| 合計時間:          | 合計時間:         | 合計時間:  | 19:12      |      |

| 全作曲: 矢沢永吉。 |                      |            |            |      |
| #                  | タイトル             | 作詞       | 作曲・編曲 | 時間 |
| 1.                 | 「さまよい」         | ちあき哲也 | 矢沢永吉   | 3:57 |
| 2.                 | 「傘」               | ちあき哲也 | 矢沢永吉   | 4:36 |
| 3.                 | 「エイシャン・シー」 | 西岡恭蔵   | 矢沢永吉   | 4:15 |
| 4.                 | 「止まらないHa〜Ha」 | ちあき哲也 | 矢沢永吉   | 3:56 |
| 5.                 | 「めざめたら」       | 山川啓介   | 矢沢永吉   | 4:17 |
| 合計時間:          | 合計時間:            | 合計時間:  | 21:01      |      |

### CD
| 全作曲: 矢沢永吉。 |                      |            |            |      |
| #                  | タイトル             | 作詞       | 作曲・編曲 | 時間 |
| 1.                 | 「東京ナイト」       | 西岡恭蔵   | 矢沢永吉   | 4:08 |
| 2.                 | 「風芝居」           | ちあき哲也 | 矢沢永吉   | 3:17 |
| 3.                 | 「ISLAND HOTEL」     | 山川啓介   | 矢沢永吉   | 3:46 |
| 4.                 | 「BELIEVE IN ME」    | ちあき哲也 | 矢沢永吉   | 4:07 |
| 5.                 | 「YOKO」             | ちあき哲也 | 矢沢永吉   | 3:54 |
| 6.                 | 「さまよい」         | ちあき哲也 | 矢沢永吉   | 3:57 |
| 7.                 | 「傘」               | ちあき哲也 | 矢沢永吉   | 4:36 |
| 8.                 | 「エイシャン・シー」 | 西岡恭蔵   | 矢沢永吉   | 4:15 |
| 9.                 | 「止まらないHa〜Ha」 | ちあき哲也 | 矢沢永吉   | 3:56 |
| 10.                | 「めざめたら」       | 山川啓介   | 矢沢永吉   | 4:17 |
| 合計時間:          | 合計時間:            | 合計時間:  | 40:13      |      |